# Liste der Kulturgüter in Full-Reuenthal
Die Liste der Kulturgüter in Full-Reuenthal enthält alle Objekte in der Gemeinde Full-Reuenthal im Kanton Aargau, die gemäss der Haager Konvention zum Schutz von Kulturgut bei bewaffneten Konflikten, dem Bundesgesetz vom 20. Juni 2014 über den Schutz der Kulturgüter bei bewaffneten Konflikten sowie der Verordnung vom 29. Oktober 2014 über den Schutz der Kulturgüter bei bewaffneten Konflikten unter Schutz stehen.
Objekte der Kategorien A und B sind vollständig in der Liste enthalten, Objekte der Kategorie C fehlen zurzeit (Stand: 1. Januar 2023).

## Kulturgüter
| Foto |                                                                                          | Objekt                                                         | Kat. | Typ | Standort                        | Beschreibung                                  |
| ---- | ---------------------------------------------------------------------------------------- | -------------------------------------------------------------- | ---- | --- | ------------------------------- | --------------------------------------------- |
| BW   | Datei hochladen · Wikidata zu Jüppe, Teil der spätrömischen Rheinbefestigung (Q19362313) | Jüppe (Teil der spätrömischen Rheinbefestigung) KGS-Nr.: 11660 | A    | F   | 658200 / 274550                 |                                               |
| BW   | Datei hochladen · Wikidata zu Nepomuk-Kapelle (Q29576086)                                | Nepomuk-Kapelle KGS-Nr.: 15390                                 | B    | G   | Unterdorf 145.1 657198 / 274268 |                                               |
| ja   | Datei hochladen · Wikidata zu Festung Reuenthal (Q177419)                                | Artilleriefestung KGS-Nr.: 15391                               | B    | G   | Strick 657406 / 272845          | Festung Reuenthal mit Armeebezeichnung A 4263 |
| BW   | Datei hochladen · Wikidata zu Schlösschen oder sog. Minnesängerhaus (Q29576090)          | Schlösschen (Minnesängerhaus) KGS-Nr.: 15393                   | B    | G   | Talstrasse 71 657420 / 272770   |                                               |